# William Batista
William Batista de Almeida (Campinas, 13 de maio de 1993) é um treinador de futebol brasileiro. Atualmente comanda o  Corinthians Sub-20

## Carreira
Nascido em Campinas, São Paulo, Batista jogou pelo Bragantino, Red Bull Brasil e Rio Ave antes de se aposentar aos 20 anos para seguir a carreira de treinador.  Atuou nas categorias de base do Sumaré, Guarani  e Atibaia, chegando a se tornar técnico da equipe sub-17 deste último em 2016, com apenas 23 anos.
Em 2019, após passagem pela Chapecoense, Batista tornou-se treinador sub-15 do América Mineiro. Em 13 de outubro de 2020, foi escolhido como o responsável pela equipe Sub-20 do clube.
William deixou o América em 14 de novembro de 2022, e oito dias depois foi nomeado técnico do time sub-20 do Vasco da Gama. Em 23 de junho do ano seguinte, foi promovido a técnico interino do elenco principal, após a demissão de Maurício Barbieri.
Batista comandou o Vasco por três partidas, tornando-se o mais jovem técnico do clube no século, antes de retornar a equipe de base, após a contratação de Ramón Díaz. Ele também comandou as duas primeiras partidas do Campeonato Carioca de 2024, já que o time principal estava em pré-temporada no Uruguai, porém, foi demitido em 22 de janeiro daquele ano 
Em 26 de fevereiro de 2024, Batista foi contratado para treinar o time Sub-20 do Red Bull Bragantino. Deixou o comando do time em agosto para retornar ao América, dessa vez como auxiliar de Lisca. No dia 6 de dezembro, William Batista foi escolhido como técnico do América para a temporada 2025.
Corinthians
Em 5 de agosto de 2025, foi anunciado como novo técnico do Corinthians sub-20 para sequência da temporada.